# Johan Eilerts de Haan
Johannes Gijsbert Willem Jacobus (Johan) Eilerts de Haan (Noordwolde, 3 oktober 1865 – binnenland van Suriname, 29 augustus 1910) was een Nederlands militair en ontdekkingsreiziger.

## Biografie

### Achtergrond en opleiding
Johan Eilerts de Haan werd geboren als derde zoon van Anneus Frederik Eilerts de Haan die toen predikant was in het Friese Noordwolde. Rond 1868 verhuisde het gezin van het zuidelijk deel van Friesland naar Ternaard in het noorden van die provincie toen zijn vader daar dominee werd. Johan Eilerts de Haan begon in september 1882 als adelborst derde klasse zijn opleiding aan het Koninklijk Instituut voor de Marine in Willemsoord (Den Helder). Van 1886 tot 1891 diende hij als adelborst eerste klasse eerst in West-Indië, daarna volgde een zeiltocht met de Nautilus en vervolgens een verblijf van drie jaar Oost-Indië (Nederlands-Indië) tijdens welke periode hij in 1889 Luitenant ter zee der 2e klasse werd. In 1895 ging hij voor drie jaar opnieuw naar Oost-Indië. Vanaf 1900 was hij twee jaar gedetacheerd op het Departement van Marine en in 1902 volgde bevordering tot luitenant ter zee der 1e klasse. In 1903 werd Eilerts de Haan gedetacheerd bij de sterrenwacht in Utrecht en in oktober van dat jaar vertrok hij opnieuw naar Oost-Indië waar hij drie jaar diende.

### Expeditie naar de bron van de Surinamerivier
Van 30 juni 1908 tot 20 november 1908 vond onder zijn leiding in Suriname een expeditie plaats naar de bron van de rivier de Suriname. Andere leden van de expeditie waren onder andere luitenant ter zee R.H. Wijmans en de officier van gezondheid dr. J.H.A.T. Tresling. Tijdens die tocht werd op 16 oktober een rivier ontdekt die hij de Lucierivier noemde. Waarschijnlijk vernoemde hij deze rivier naar een overleden nichtje van hem.
Twee jaar later verscheen een artikel van Eilerts de Haan in het Tijdschrift van het Koninklijk Nederlandsch Aardrijkskundig Genootschap (KNAG) onder de titel "Verslag van de expeditie naar de Suriname-rivier".

### Corantijnexpeditie
In zijn tweede expeditie voer hij opnieuw de Surinamerivier op. Het doel was deze keer om vanaf de bovenloop (daar Gran Rio genaamd) via land de Lucierivier te bereiken en vervolgens terug te keren via de Corantijnrivier. De verzamelde gegevens dienden om witte vlekken op de kaart van Suriname in te vullen. Het was de taak van de medicus en zoöloog J.Fr. Hulk, Officier van gezondheid 2e klasse, om zoölogisch en botanisch materiaal te verzamelen. De expeditie vertrok op 19 juli 1910 met opnieuw met Eilerts de Haan als expeditieleider. 

### Dood
Op 18 augustus overleed een van de arbeiders en op 21 augustus werd Eilerts de Haan ziek. Vijf dagen later verloor hij het bewustzijn en op 29 augustus overleed hij op 44-jarige leeftijd met als waarschijnlijke doodsoorzaak malaria, waarna hij ter plaatse werd begraven. De rest van de expeditie, die nog ruim 8 maanden zou duren, vond plaats onder leiding van de Luitenant ter zee der 1e klasse Conrad Carel Käyser. Käyser schreef over deze reis in 1912 een artikel voor hetzelfde tijdschrift van de KNAG met als titel "Verslag der Corantijn-expeditie (19 Juli 1910 - 1 April 1911)".

## Postume eer
Op 5 december 1912 werd een borstbeeld van hem in Paramaribo op het Vaillantsplein onthuld. Dit door Bart van Hove gemaakte beeld werd enkele keren verplaatst en vervolgens naar de tuin van de bibliotheek van het Surinaams Museum aan de Commewijnestraat verplaatst. Er staat ook een borstbeeld van hem in het Koninklijk Instituut voor de Tropen in Amsterdam.
Verder is het Eilerts de Haangebergte naar hem vernoemd, en ook het in 1921 gebouwde opnemingsvaartuig Hr. Ms. Eilerts de Haan.

### Expeditie naar zijn graf
Tijdens een expeditie in 1926 naar het Wilhelminagebergte met onder andere Gerold Stahel werd bij zijn graf een gedenksteen opgericht door leden van die expeditie. Het graf bij de Gran Rio werd in 2000 opnieuw bezocht door nazaat Herry Eilerts de Haan, in gezelschap van o.a. Michel Boeijen en Nico Pronk. Van deze expeditie werd door National Geographic Channel een documentaire vervaardigd; " Jungle Grave ".
- Digitale Bibliotheek voor de Nederlandse Letteren: eile003
- International Standard Name Identifier: 0000 0003 9469 8034
- Library of Congress Control Number: no2019078509
- Nederlandse Thesaurus van Auteursnamen: 069755035
- Virtual International Authority File: 289222166